# Fairey Seal
Фэйри Сил (англ. Fairey Seal — морской котик) — британский палубный торпедоносец.
Производился компанией Fairey Aviation. Первый полёт был проведён в 1930 году; поставлен на вооружение в Fleet Air Arm (FAA) в 1933 году. С 1936 года началась постепенная замена самолётов этого типа на Fairey Swordfish.
Ни один самолёт этого типа не сохранился.

## Выпуск
Поставки Fairey Seal в Королевские ВВС:
| Модификация | 1932 | 1933 | 1934 | 1935 | Всего |
| ----------- | ---- | ---- | ---- | ---- | ----- |
| Mk.I        | 3    | 45   | 25   | 17   | 90    |

## Применение

### Аргентина
В 1930 году ВМС Аргентины получили 6 гидросамолётов Fairey IIIF (F.1122-1127) с двигателями De Dietrich. 5 из них были переоборудованы в Seals, путём замены имевшихся двигателей на AS Panther IV британского производства (605 л.с.) с капотом NACA. Кроме того, Seal с номером F.2111 был доставлен из Великобритании, однако, остаётся неясным, поставлялся ли он в качестве образца для переделок других машин, или же для замены утраченного самолёта.

### Латвия
В 1934 году Латвия заказала 4 гидросамолёта «Fairey Seal» (F.2112-2115), поплавки которых можно было заменить на колёсное шасси. Эти машины были оснащены двигателями Bristol Pegasus III M2 мощностью 690 л. Три из них с 22 июня по 5 июля 1936 года участвовали в полёте протяженностью более 6000 км вокруг Балтийского моря в Великобританию и через другие страны Северной Европы, проводившемся под командованием полковника Яниса Инданса. Осенью 1940 года они достались Красной Армии и были потеряны в начале нападения Германии на Советский Союз.

## Модификации
- Fairey IIIF Mk VI : первый прототип, переделанный из Fairey IIIF MK IIIB.
- Fairey Seal : трёхместный разведчик-корректировщик для Королевского ВМФ.

## Тактико-технические характеристики ((Shark Mk II))
Источник:British Naval Aircraft since 1912
Технические характеристики
- Экипаж: 3 человека
- Длина: 10,26 м
- Размах крыла: 13,94 м
- Высота: 3,89 м
- Площадь крыла: 41,20 м²
- Нормальная взлётная масса: 2 722 кг
- Силовая установка: 1 × Armstrong Siddeley Panther IIA
- Мощность двигателей: 1 × 525 лс (1 × 391 кВт)
- Воздушный винт: двухлопастный фиксированного шага

Лётные характеристики
- Максимальная скорость: 222 км/ч
- Боевой радиус: (4 часа 30 минут)
- Практический потолок: 5 200 м
- Скороподъёмность: (1 524 м за 5 минут 20 секунд)

Вооружение
- Стрелково-пушечное: 1x .303 in (7,7 мм) фиксированный пулемёт Vickers, 1x .303 in (7,7 мм) пулемёт Lewis или Vickers K в задней кабине
- Бомбы: 230 кг (500 фунтов) бомб.

## Эксплуатанты
Великобритания

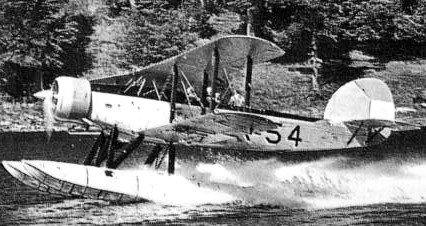
Аргентинский Fairey Seal

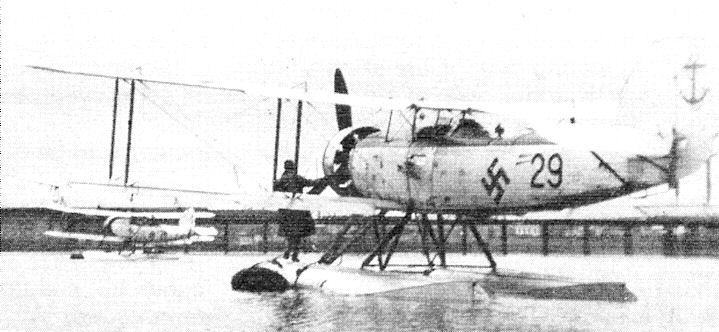
Fairey Seal ВМС Латвии

- ВВС Флота Великобритании (Fleet Air Arm) (до мая 1939 года часть ВВС)
- ВВС Великобритании

 Аргентина
- ВМС Аргентины

 Латвия
- ВМС Латвии
- ВВС Латвии (с 1936 года)

 Перу
- ВВС Перу
- ВМС Перу

 Чили
- ВМС Чили
- ВВС Чили